# Hamernia (Przysucha)
Hamernia – południowa część miasta Przysuchy w województwie mazowieckim, w powiecie przysuskim, w gminie Przysucha, nad Radomką.

## Historia
Hamernia to dawna wieś. W latach 1867–1954 należała do gminie Przysucha w powiecie opoczyńskim, początkowo w guberni kieleckiej, a od 1919 w woj. kieleckim. Tam 4 listopada 1933 weszła w skład gromady o nazwie Młyny w gminie Przysucha, składającej się z: osady młyńskiej Blachownia, wsi Hamernia, wsi Młyny i wsi Topornia. 1 kwietnia 1939 wraz z resztą powiatu opoczyńskiego została włączona do woj. łódzkiego.
Podczas II wojny światowej wieś włączona do Generalnego Gubernatorstwa (dystrykt radomski, powiat tomaszowski), nadal jako część gromady Młyny w gminie Przysucha, liczącej w 1943 roku 293 mieszkańców. Po wojnie początkowo w województwie łódzkim, a od 6 lipca 1950 ponownie w województwa kieleckim, nadal w składzie gromady Młyny, jednej z 11 gromad gminy Przysucha w reaktywowanym powiecie opoczyńskim.
W związku z reformą znoszącą gminy jesienią 1954 roku, gromadę Młyny (z Hamernią) włączono do nowo utworzonej gromady Przysucha. 1 stycznia 1956 gromada weszła w skład nowo utworzonego powiatu przysuskiego w tymże województwie.
1 stycznia 1958 gromadę zniesiono w związku z przekształceniem jej obszaru w miasto Przysucha, przez co Hamernia stała się obszarem miejskim.